# Хмельницкая областная психиатрическая больница №1
Хмельницкая областная психиатрическая больница № 1 (ХОПБ № 1) — государственная психиатрическая больница, оказывающая психиатрическую медицинскую помощь населению Хмельницкой области.

## История

### Оказание психиатрической помощи до открытия больницы
В конце XIX века современная Хмельницкая область вместе с Винницкой составляла Подольскую губернию с центром в Каменце-Подольском. Соответственно, в этом городе находилось психиатрическое отделение на 40 кроватей. Оно было небольшим и перегруженным, поэтому душевнобольные содержались в плохих условиях. С 1897 до 1952 стационарная помощь психически больным Подольской губернии, а потом — других образований, созданных на её территории, в том числе Каменец-Подольской области, оказывалась в Винницкой областной психиатрической больнице. Неотложною психиатрическую помощь оказывали неврологи. В 1952 в Проскурове был открыт психоневрологический диспансер на 25 коек.

### Основание ХОПБ № 1. 1950-е
19 ноября 1952 указом МЗ УССР об организации стационарных психиатрических учреждений в каждой области было решено открыть областную психиатрическую больницу(тогда она называлась «Скаржинецкая областная психиатрическая больница». Разместили её в селе Скаржинцы на территории бывшего дворца помещика Маровского в полуразрушенном во время Великой Отечественной войны доме-коммуне. Здание было отремонтировано, однако условия для содержания психически больных были непригодными: не было централизованного водоснабжения, электроснабжения. Вспомогательных служб не было. Было только два отделения на 100 коек с штатом в 6 врачей: мужское и женское без разделения на острое и хроническое. Транспортировка происходила при помощи гужевого транспорта и капитально отремонтированного ГАЗ-ММ. Однако, несмотря на это, питание больных благодаря помощи колхоза было удовлетворительным. Главным врачом до сентября 1953 года был Д. Ф. Крамар, бывший работник МЗ УССР. 30 декабря 1952 года в больницу перевели 30 больных из Винницы, а 3 января 1953 года начали поступать больные из Каменец-Подольской области. Психически больных лечили с помощью инсулинокоматозной терапии.
В 1953 году были открыты клиническая лаборатория и внутрибольничная аптека. В сентябре того же года главврачом становится Л. Т. Бахур. В больнице применяется инсулинокоматозная терапия, противосудорожное и седативное лечение, водолечение.
В 1955 году помещение больницы было полностью отремонтировано, что дало возможность расширить число отделений до четырёх: хронического мужского и женского и острого мужского и женского. Были построены хозяйственные помещения. В 1956 году главврачом становится П. Д. Нестеренко. В 1957 году количество коек увеличили до 150. Однако часть больных продолжали направлять в Винницкую областную психиатрическую больницу. Для оказания консультативной помощи были выделены 4 койки в КГКПБ № 1. им. акад. И. П. Павлова. В связи с нехваткой медперсонала эта психбольница оказывала шефскую помощь. Среди прибывшей группы врачей был крупный советский психиатр В. М. Блейхер. В 1958 году количество больных увеличилось до 250, был открыт рентгенологический кабинет. В том же году была открыта Яблоновская психиатрическая колония для хронически психически больных, что немного разгрузило больницу.

### 1960-е—1970-е

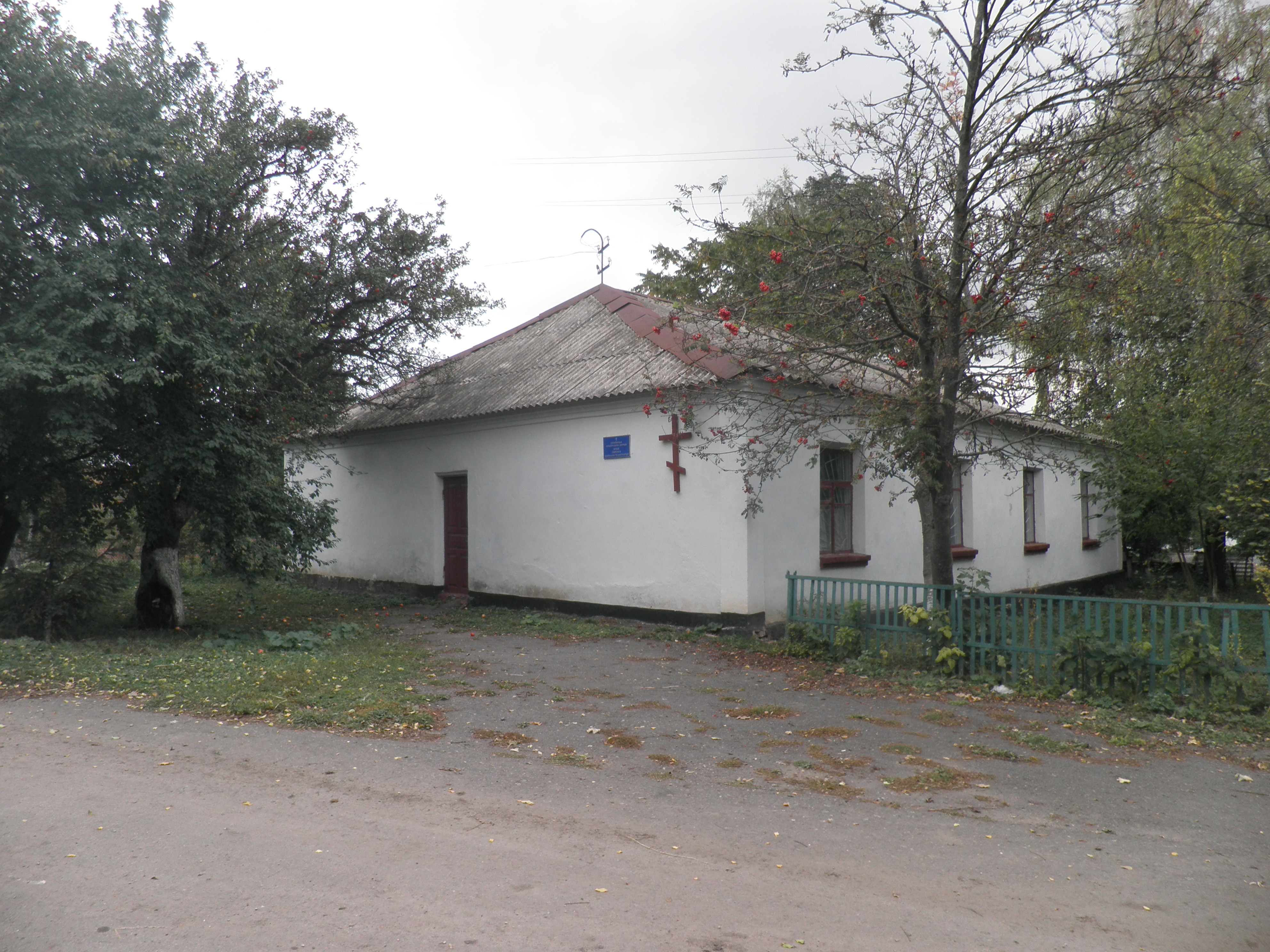
Церковь Св. Николая Чудотворца. Построенное в середине 1960-х, здание изначально было общежитием для медсестёр

В 1960 главврачом становится Л. И. Ищук. Заканчивается строительство 2-этажного административного корпуса, в который переместили вспомогательные службы: лабораторию, рентгенкабинет, аптеку, бухгалтерию и библиотеку. Отделения для спокойных больных были разделены на санаторную и госпитальную часть. В мужском хроническом отделении было выделено палату для больных с алкоголизмом.
В то же время материальная база больницы оставалась неудовлетворительной: не было централизованного водоснабжения, электроснабжение обеспечивалось дизельной установкой, транспорт был гужевым. В непогоду подъезд к больнице был крайне осложнён в связи с тем, что автодорога Хмельницкий—Каменец-Подольский была грунтовой.
В 1961 в больницу прибыла обширная группа молодых врачей, среди которых был Е. Д. Сеферовский, назначенный главврачом и В. Т. Бородай, состоянием на 2018 продолжающий работать в качестве заведующего 16 отделением. Началось существенное укрепление материально-технической базы: построено 3 новых корпуса и жилище для части сотрудников. В 1965 был приобретён первый в Хмельницкой области электроэнцефалограф и эхоэнцефалограф, начала применяться электросудорожная терапия. Количество коек возросло до 400. Психиатрическая больница одной из первых в СССР ввела пробу Форристов для контроля приёма больными аминазина. Было внедрено модификации пневмоэнцефалографии. Одними из первых в УССР в медицинской статистике использовались перфокарты.
В период с 1972 по 1977 в состоянии больницы начался качественный перелом. Было построено современные двухэтажные 4 корпуса, 5-этажный административный корпус, приёмный покой, пищеблок, котельную, новые очистные сооружения, 5-этажный жилой дом, прачечную и другие вспомогательные службы. Количество коек возросло сначала до 700 (1974), а потом — до 1200 (1977). Главврачом в этот период работал В. Г. Малютов. С 1977 главврачом становится С. Т. Хливный.

### 1980-е—1990-е
В начале 1980-х больница становится многопрофильным психиатрическим стационаром. Количество коек достигает 1230, врачей — 70. В больнице проводятся разные виды экспертиз: судебная, военная и трудовая. Были открыты лечебно-производственные мастерские на 340 мест. В тот период ХОПБ № 1 — единственное в области учреждение, оказывающее полноценную помощь наркологическим больным. В 1984 главврачом становится А. К. Пинчук.
В 1986 после закрытия стационара при Хмельницком облпсихдиспансере его койко-места передали ХОПБ № 1, в результате чего её мощность достигла 1325 коек за счёт появления второго отделения неврозов и увеличения детского отделения. Всего в больнице было 22 отделения. Начала применяться лазеропунктура и краниоцеребральная гипотермия.
В 1990 ХОПЛ № 1 перешла на хозрасчёт. Кроме того, была расширена транспортная база больницы, в том числе приобретён автобус КАвЗ-685 для транспортировки больных и сотрудников. Возглавляет больницу второй раз В. Г. Малютов, не доживший несколько месяцев до 40-летия стационара.
В больнице было создано отделение реанимации и интенсивной терапии, что дало возможность оказывать неотложную помощь больным с соответствующими состояниями. Также было открыто отделение № 7А — медицинский изолятор для больных с инфекционной патологией. В 1996 в облнаркодиспансер были переданы койки для наркологических больных. Помощь больным с алкогольными психозами начали оказывать в психиатрических отделениях и реанимации. Главврачом в этот период был М. Е. Гейващук.
Экономическая ситуация на Украине в середине 1990-х резко начала ухудшаться. С целью экономии началось сокращение коек: 1185 в 1994, 1065 в 1996 и 935 в 1997. Начало ухудшаться материальное обеспечение. В 1997 персонал больницы был сокращён на 200 человек.
В 1997 больницу возглавил В. Н. Демчук. Несмотря на тяжелую экономическую ситуацию в больнице ввели КТ, обновили аппаратуру в кабинете ЭЭГ, ЭКГ, приобретены персональные компьютеры в административных кабинетах и отделениях, первым среди которых было отделение № 16. На баланс больницы было переведено систему водоснабжения. В больнице была создана пекарня. Собственная аптека ХОПЛ № 1, основанная в этот же период дала возможность покупать лекарства непосредственно у заводов-производителей.

## Современное состояние

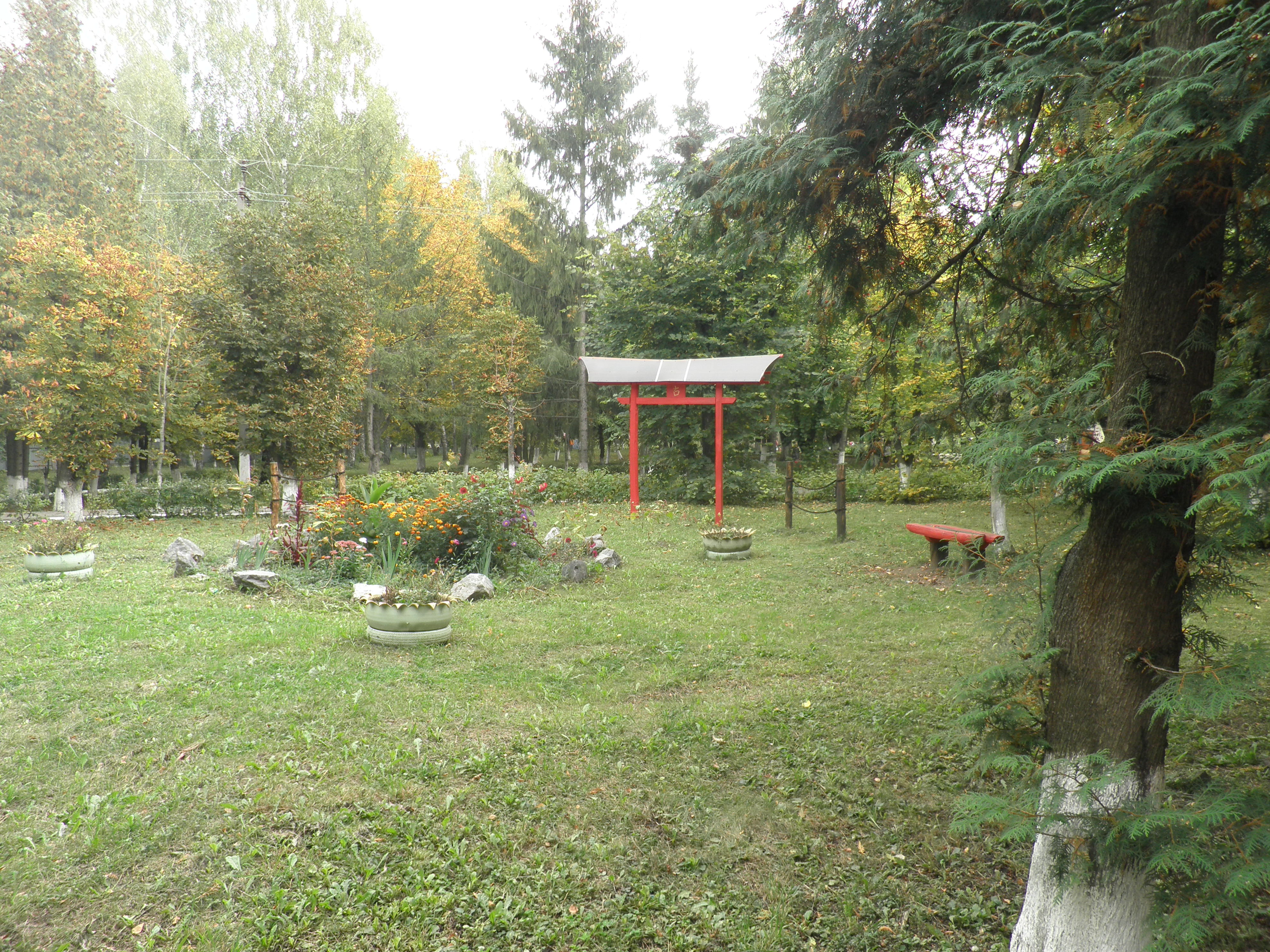
Прогулочный двор отделения неврозов № 12

Состоянием на 1 сентября 2015 ХОПЛ № 1 имеет 855 койко-мест. Отделения больницы (состоянием на 15 октября 2018 года):
1. № 1, № 3, № 16 — острые мужские;
2. № 2, № 4 — острые женские;
3. № 5, № 8 — хронические женские;
4. № 6 — детское;
5. № 7 — туберкулёзное, № 7А — изолятор;
6. № 9, № 17 — хронические мужские;
7. № 10 — психосоматическое и геронтологическое;
8. № 11 — судебно-психиатрической экспертизы;
9. № 12 — пограничных состояний (неврозов);
10. № 13 — реанимации и интенсивной терапии;
11. № 14 — с усиленным надзором;
12. № 15 — пограничных состояний (неврозов);
13. № 18 — пограничных состояний и психосоматических расстройств;
14. № 19 — наркологическое.

В больнице состоянием на 01.10.2012 работает 44 врача-психиатра. Среди врачей в больнице также работают терапевты, неврологи, хирург, травматолог, дерматовенеролог, окулист, ЛОР-врач и другие специалисты. В больнице организован физиотерапевтический кабинет, в котором среди прочих услуг делают массаж.

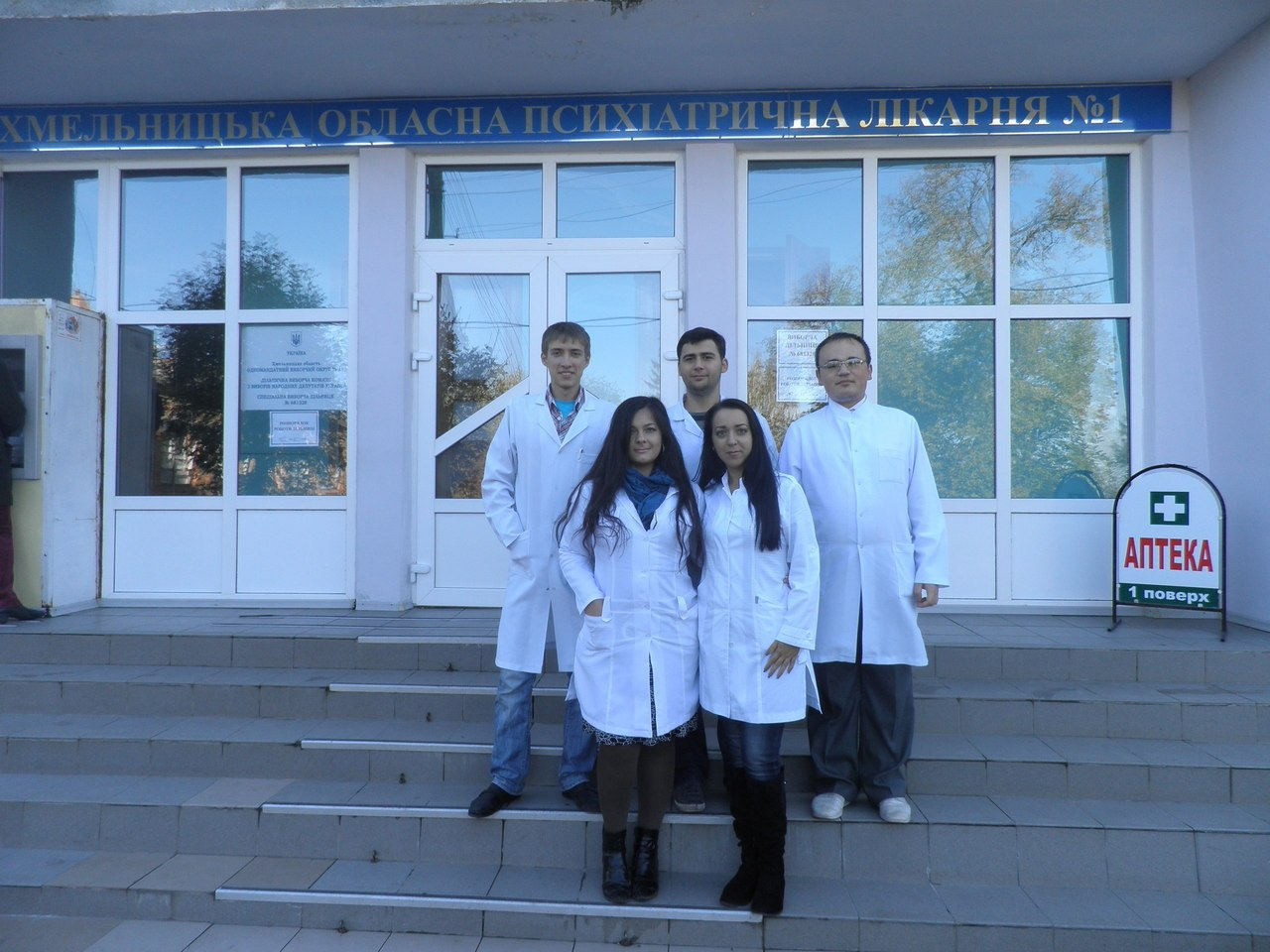
Интерны, проходящие интернатуру в ХОПЛ № 1 в 2012—2014

На базе больницы проходят интернатуру будущие врачи-психиатры и врачи-наркологи, направленные на работу в Хмельницкую область. Больница является базой Хмельницкого национального университета, студенты которого проходят курс психиатрии с патопсихологией в 16 отделении и Хмельницкого университета управления и права — курс судебной психиатрии в 11 отделении. Также на базе больницы проходят выездные курсы усовершенствования врачей-психиатров, которые организовывает факультет последипломного образования. В больнице повышает квалификацию средний медицинский персонал области.